# Kingdoms of Amalur: Reckoning
Kingdoms of Amalur: Reckoning är ett actionrollspel till Microsoft Windows, Playstation 3 och Xbox 360, utvecklat av Big Huge Games och 38 Studios, som tillsammans med Electronic Arts även publicerat spelet. Ken Rolston var spelets huvuddesigner; R. A. Salvatore skapade spelets universum; Todd McFarlane arbetade med spelets grafik och Grant Kirkhope komponerade spelets musik.  Spelet gavs ut den 7 februari 2012 i Nordamerika och den 9 februari 2012 i Europa.

## Rollista
- John Cygan - Agarth
- Abby Craden - Alyn Shir
- Liam O'Brien - Assyr / High King Titarion
- Matt Welton - Bisarame
- Adrienne Barbeau - Clara Sydamus
- Charles Shaughnessy - Cydan
- Jim Cummings - Encel / Gadflow
- Jim Ward - Fomorus Hugues
- Kirsten Potter - General Tilera
- Dave B. Mitchell - Grim Onwig
- Robin Atkin Downes - Grimshaw
- Gillon Stephenson - Guran
- Laura Bailey - Gwyn Amwy
- Liam Tuohy - Hallam the White
- James Garrett - Juhal Caledus
- Simon Templeman - Khamazandu
- Matthew Wolf - King Wencen
- Eliza Schneider - Maid of Windemere
- J. B. Blanc - Nyralim
- Enn Reitel - Ost Ordura
- Siobhan Ellen - Taibreath / Tirnoch
- Peter Woodward - Templar Octienne
- Daniel Riordan - Time Delfric
- Nick Jameson - Ventrimio
- Greg Ellis - Brother Egan
- Julie Nathanson - Ethene
- Courtenay Taylor - Athyll
- Valerie Arem - Myra Rowfin
- Jennifer Veal - Rast Brattigan
- Erin Fitzgerald - Wise Human / Arrogant Alfar / Rogue Villain

Olika röstroller
- Steve Blum
- Cam Clarke
- Michael Gough
- James Horan
- André Sogliuzzo
- Keith Szarabajka
- Kari Wahlgren